# Flat Rock (Illinois)
Flat Rock es una villa ubicada en el condado de Crawford en el estado estadounidense de Illinois. En el Censo de 2010 tenía una población de 331 habitantes y una densidad poblacional de 149,47 personas por km².

## Geografía
Flat Rock se encuentra ubicada en las coordenadas 38°54′13″N 87°40′24″O / 38.90361, -87.67333. Según la Oficina del Censo de los Estados Unidos, Flat Rock tiene una superficie total de 2.21 km², de la cual 2.21 km² corresponden a tierra firme y (0%) 0 km² es agua.

## Demografía
Según el censo de 2010, había 331 personas residiendo en Flat Rock. La densidad de población era de 149,47 hab./km². De los 331 habitantes, Flat Rock estaba compuesto por el 99.09% blancos, el 0.6% eran afroamericanos, el 0% eran amerindios, el 0% eran asiáticos, el 0.3% eran isleños del Pacífico, el 0% eran de otras razas y el 0% pertenecían a dos o más razas. Del total de la población el 0% eran hispanos o latinos de cualquier raza.